# Samtrot
Die Rebsorte Samtrot ist eine Rotweinsorte, die praktisch nur in Deutschland Bedeutung hat. Sie zählt zur Gruppe der Burgundersorten.

## Abstammung, Herkunft
Die Sorte ist eine unbehaarte Mutation des Pinot Meunier. Sie wurde 1928 von Hermann Schneider in seinem Heilbronner Weinberg entdeckt und 1929 von der Staatlichen Lehr- und Versuchsanstalt für Wein- und Obstbau in Weinsberg zur Vermehrung übernommen.
Sortenrechtlich ist Samtrot (Sortenname ab 1950) als ein Klon des Pinot noir eingestuft, bezeichnungsrechtlich ist Samtrot kein Synonym des Blauen Spätburgunders im Anbaugebiet Württemberg.

## Ampelografische Merkmale
Samtrot unterscheidet sich zur Ausgangssorte Pinot Meunier dadurch, dass sie keine Behaarung besitzt.

## Verbreitung
Samtrot wird fast ausschließlich in Württemberg angebaut, und hier hauptsächlich im Heilbronner Raum auf insgesamt 381 ha (Stand 2009). Bei der Flächenerhebung in Deutschland wird die Sorte nicht extra ausgewiesen, sondern ist in den Angaben vom Spätburgunder enthalten.

## Wein
Die Weine des Samtrot sind im Charakter seinem Verwandten, dem Pinot Meunier, recht ähnlich und machen in Geschmack und Farbe seinem Namen alle Ehre. Mit einer roten, warmen Farbe, den Aromen von Himbeere und Kirsche und einem samtigen Geschmack, dem er seine harmonische Säure verdankt.